# Polska Cerekiew
Polska Cerekiew (dodatkowa nazwa w j. niem. Groß Neukirch, do 1914 Polnisch Neukirch) – wieś w Polsce, położona w województwie opolskim, w powiecie kędzierzyńsko-kozielskim, w gminie Polska Cerekiew. Historycznie na Górnym Śląsku.
Miejscowość jest siedzibą gminy Polska Cerekiew.
Gmina Polska Cerekiew położona jest w południowo-wschodniej części województwa opolskiego, w dolinie małego dopływu Odry – Wrońska Woda, w regionie Niziny Śląskiej, na przejściu dwóch mazoriegionów: od zachodu Płaskowyżu Głubczyckiego i od wschodu Kotliny Raciborskiej.

## Nazwa
Nazwa miejscowości wywodzi się od staropolskiej nazwy cerkiew oznaczającej kościół, świątynię. W języku polskim stosowana była do XVII wieku stanowiąc uniwersalną nazwę obiektu sakralnego niezależnie od wyznawanego tam obrządku katolickiego, prawosławnego czy protestanckiego.
W alfabetycznym spisie miejscowości na terenie Śląska wydanym w 1830 roku we Wrocławiu przez Johanna Knie miejscowość występuje pod polską nazwą Polska Cerekwia oraz niemiecką Polnisch Neukirch. Topograficzny opis Górnego Śląska z 1865 roku notuje wieś pod polską nazwą Polska Cerkiew, a także niemiecką Polnisch Neukirch. Nazwa Cerkiew Polska wymieniona jest w 1896 roku przez górnośląskiego księdza i pisarza Konstantego Damrota w książce o nazewnictwie miejscowym na Śląsku.
Słownik geograficzny Królestwa Polskiego wydany na przełomie XIX i XX wieku notuje dwie polskie nazwy miejscowości Cerkiew oraz Polska Cerkiew, a także niemiecką Polnisch Neukirch. Niemiecki leksykon geograficzny Neumana wydany w 1905 roku notuje nazwę miejscowości jako Polnisch Neukirch

## Historia
Historia Polskiej Cerekwi sięga czasów rzymskich kiedy to została założona osada na szlaku handlowym z Moraw do Polski. Jak donoszą źródła w 1337 r. nazywano ją Noua Ecclesia, w roku 1539 Nowe Cerekwi – od staropolskiego słowa cerekiew – kościół.
W 1337 roku uzyskała prawo organizowania targów i niebawem rozwinęła się w miasteczko, które jednak z czasem podupadło.
W XVII w. miejscowość stanowiła własność znanego w tym regionie rodu Oppersdorffów, w XVIII wieku przeszła w ręce równie znanego rodu Gaschinów (pol. Gaszynów), a później, w wieku XIX do czeskich magnatów Matuschków i wreszcie niemieckiego rodu Seherr-Thos.
Ludność żyła tu zawsze z rolnictwa, w średniowieczu także z rękodzieła i handlu.
Od końca XVIII w. wieś posiadała wlasną pieczęć gminną, na której przedstawiono na wizerunku rycerza z proporcem w lewej ręce i konewką w prawej, gaszącego pożar budynku (św. Florian).
W plebiscycie z 1921 roku za Niemcami padło 626 głosów, a za Polską 141. W okresie międzywojennym powstała tu komórka KPD. W czasie II wojny światowej hitlerowcy zorganizowali we wsi 2 komanda pracy dla radzieckich i brytyjskich jeńców wojennych. 21 stycznia 1945 niemieccy strażnicy z SS zamordowali we wsi 19 więźniów niezdolnych do chodzenia, którzy byli ewakuowani z obozu koncentracyjnego w Auschwitz. Po 1945 roku wieś Polska Cerekiew stała się siedzibą gminy.
W latach 1954-1972 wieś była siedzibą gromady Polska Cerekiew.

## Zabytki
Do wojewódzkiego rejestru zabytków wpisane są:
- kościół parafialny pw. Wniebowzięcia Najświętszej Marii Panny w Polskiej Cerekwi, wzmiankowany w 1418 roku. W obecnej postaci z 1. połowy XVII wieku. W roku 1617 wzniesiono kaplicę św. Barbary z fundacji Fryderyka von Opersdorffa, a w 1763 roku dobudowana została kaplica św. Antoniego ufundowana przez von Gaschina. Kościół jest murowany, wsparty na dwóch kolumnach z faliście wygiętym parapetem. Wystrój snycerski wykonał Anton Österreich z Opawy[14]. Jego autostwa są wykonane w latach 50. XVIII wieku ołtarz główny (przekształcony w XIX w.), ambona i chrzcielnica[15]. Kościół otacza mur wzniesiony zapewne w XVIII w. z późnobarokową bramką od zachodu, ufundowaną w 1780 roku przez Antoniego de Gaschina. Na wieży zawieszonych jest 5 dzwonów, które pracują do dzisiaj, najcięższy z nich waży ponad 1000 kg. W bocznej wieżyczce zawieszony jest także jeden mniejszy dzwon, który już nie pracuje; wypisany z księgi rejestru;

- Zamek w Polskiej Cerekwi, późnorenesansowy zamek zbudowano w XVI wieku, a dzisiejszą postać w 1617 roku nadał mu Fryderyk von Oppersdorff. Od połowy XVII wieku do początku XIX wieku w rękach rodziny Gaszynów. Pod koniec XIX wieku został przebudowany i odnowiony przez Eberharda von Matuschkę. Efektowny trzykondygnacyjny obiekt z dwiema wieżami, składający się z trzech skrzydeł zbudowanych wokół niewielkiego dziedzińca zamkniętego z czwartej strony murem, spłonął w 1945 r. Od lat 70. XX wieku był zabezpieczony jako tzw. trwała ruina, a w 2014 roku gmina rozpoczęła jego odbudowę. Zabytek, nr rejestru 686/63 z 16.10.1963;
- Brama zamkowa sprzed 1641 roku, barokowa, z przylegającym budynkiem z basztą narożną, przebudowane w końcu XIX wieku;
- Figura św. Floriana i figura św. Barbary z 1780 roku, fundacji Antoniego de Gaschin, barokowe, autor Johannes Nitsche z Opawy[14];
- Figura św. Jana Nepomucena z 1721 roku, ustawiona w parku przy pałacu.
- park, nr rej.: 177/88 z 14.07.1988.

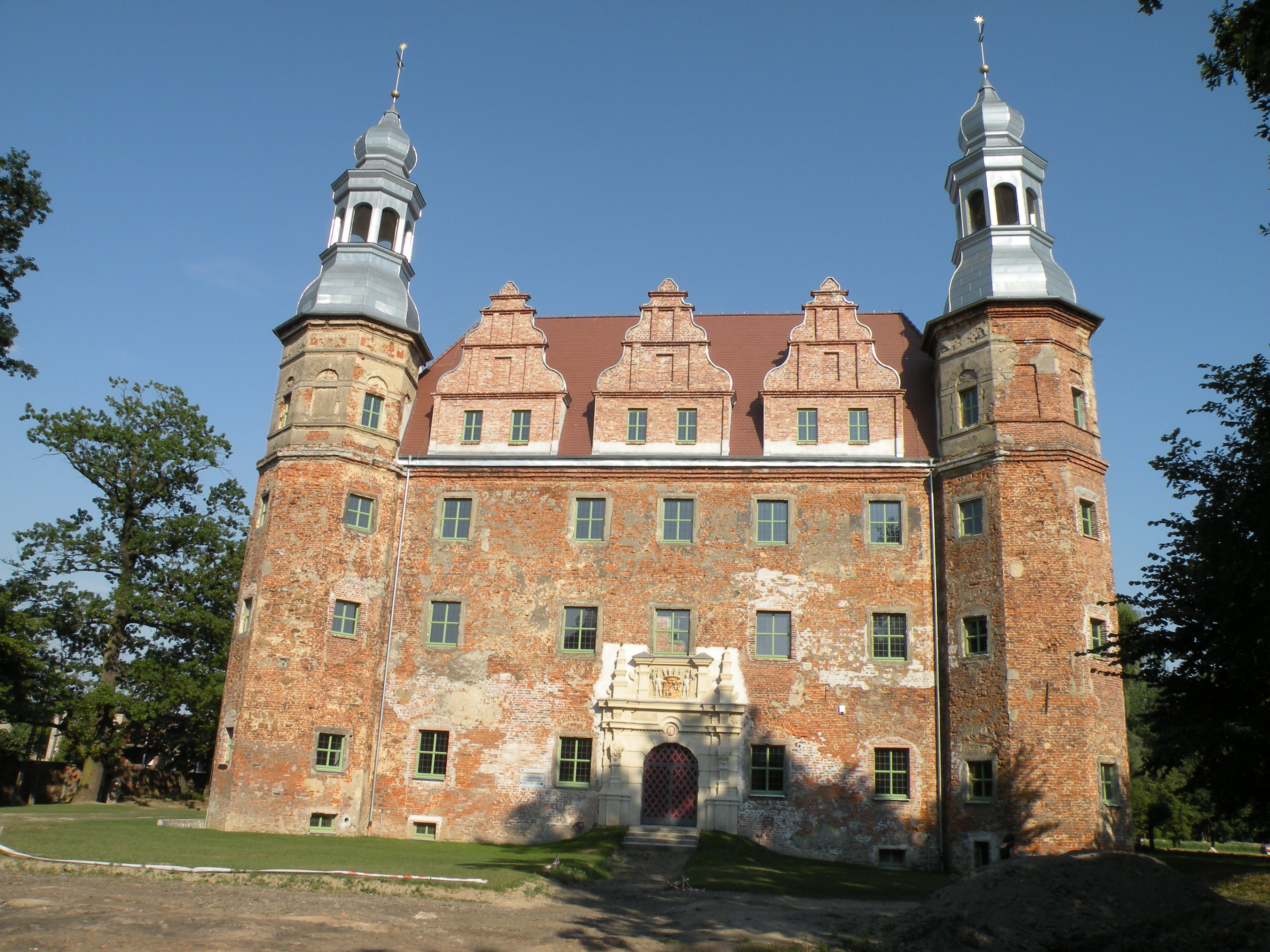
Zamek z 1617 r.
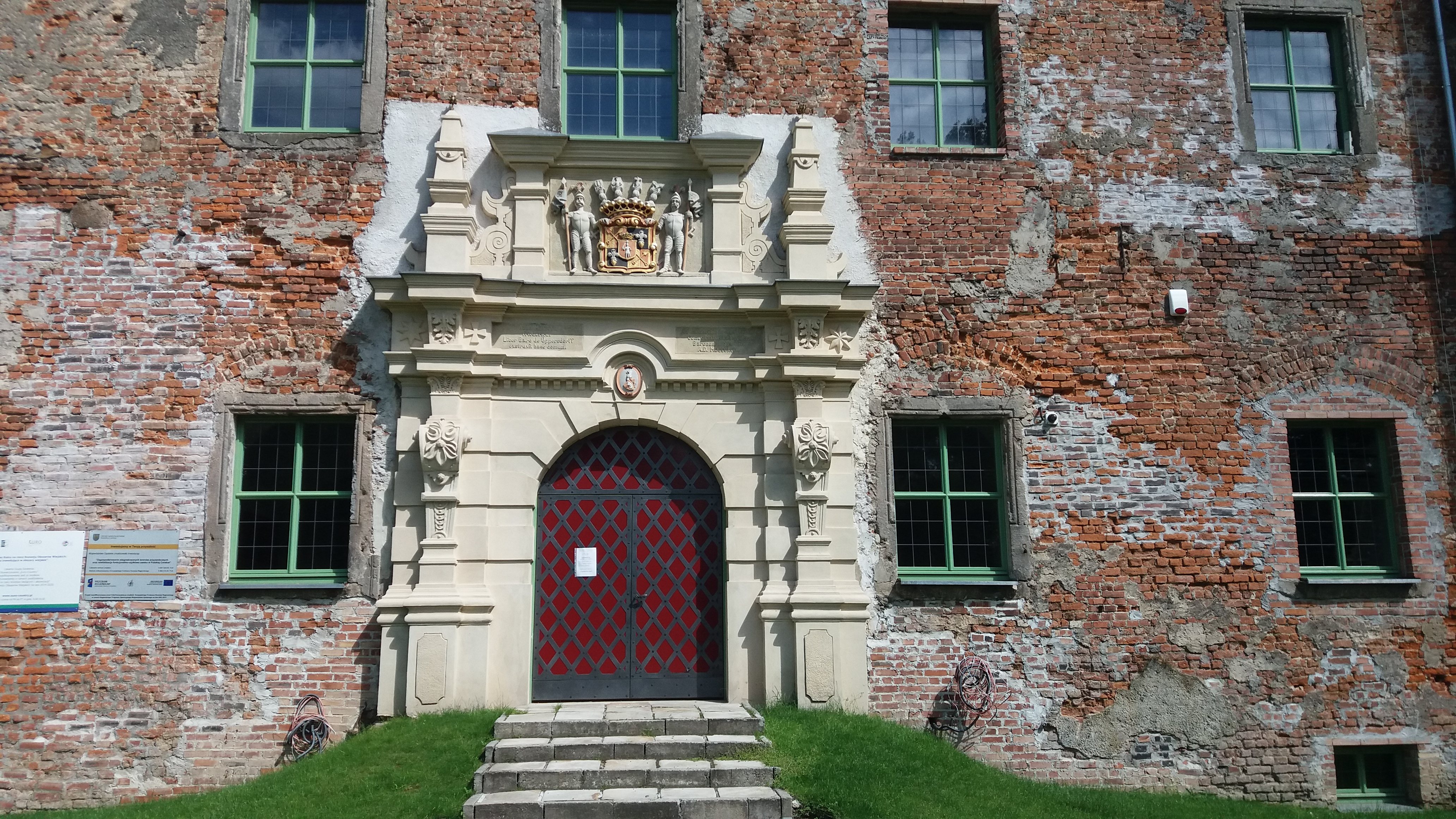
Portal na zamku
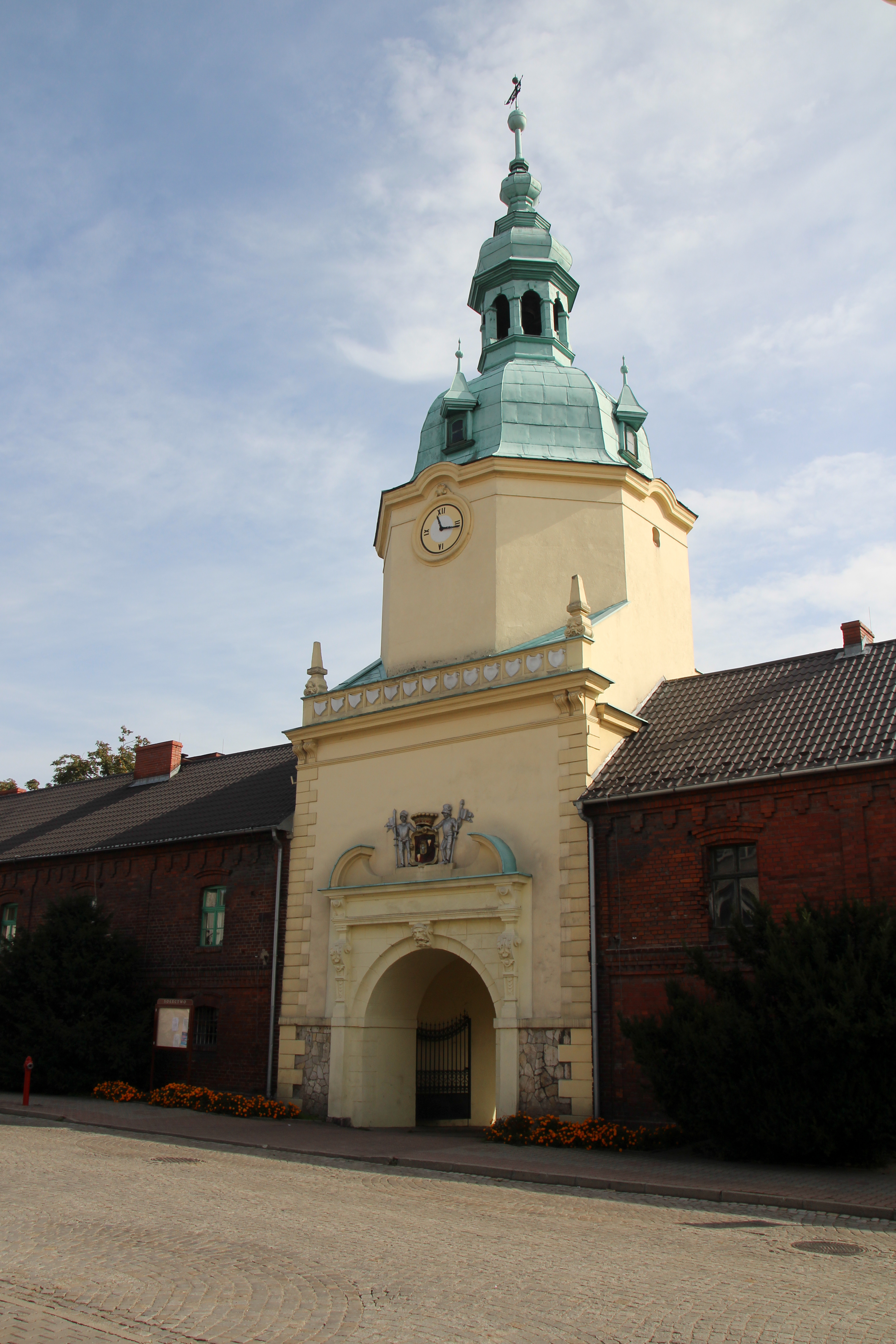
Brama zamkowa z 1. połowy XVII w.
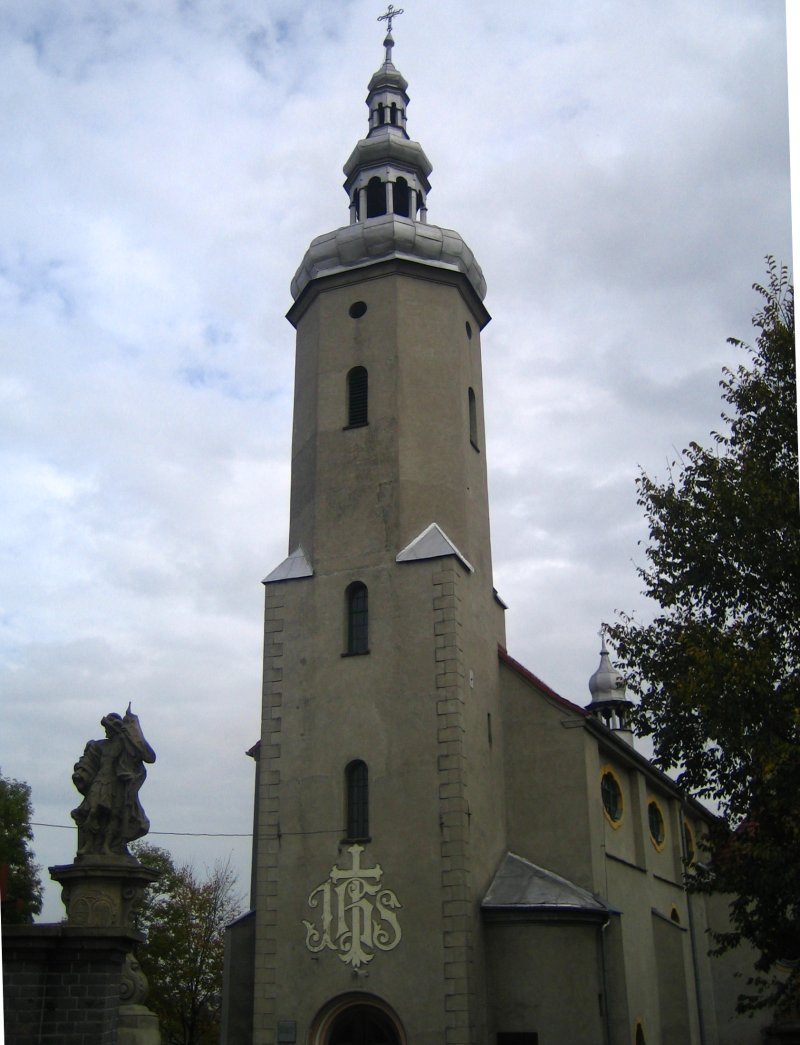
Kościół z XVII wieku
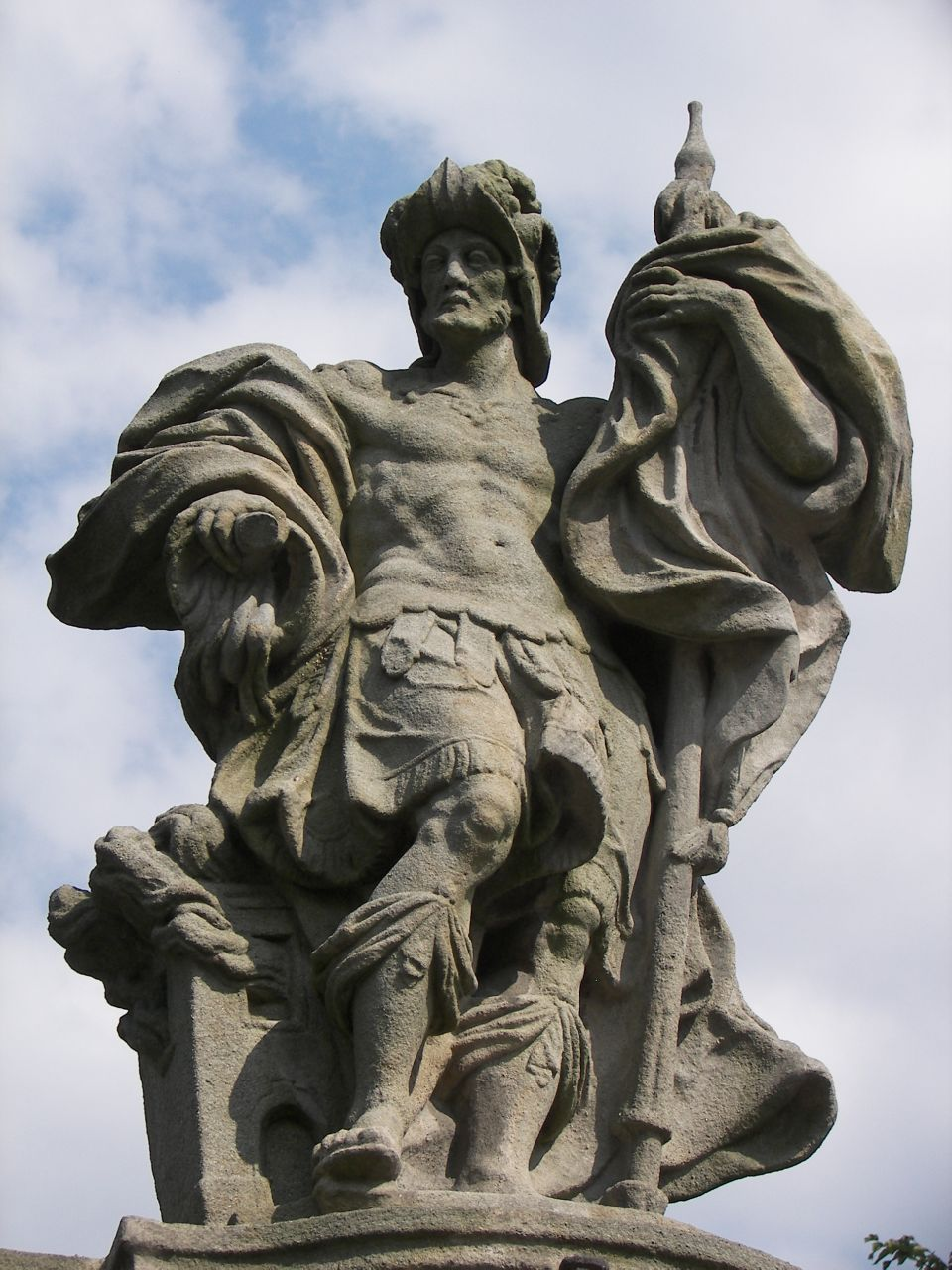
Figura św. Floriana z około 1780 r.
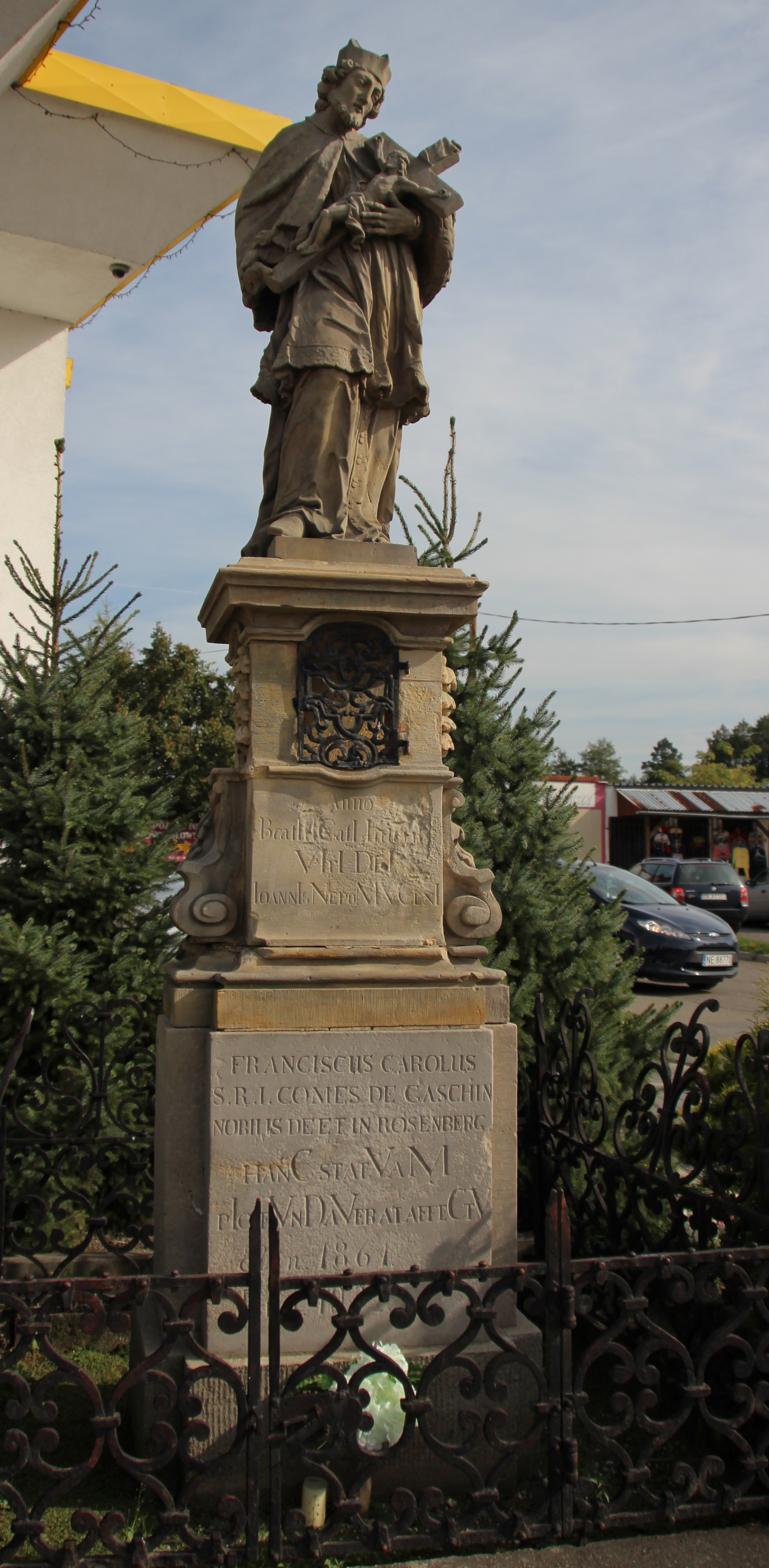
Figura św. Jana Nepomucena z 1721 r.

## Gospodarka
W Polskiej Cerekwi siedzibę ma firma Profi Bau, zrzeszona w Cechu Rzemieślników i Przedsiębiorców w Prudniku.

## Części wsi
| SIMC    | Nazwa      | Rodzaj    |
| ------- | ---------- | --------- |
| 0998228 | Ciepły Dół | część wsi |
| 0998234 | Gniewów    | część wsi |
| 0998240 | Marynówka  | część wsi |
| 0998211 | Miłowice   | część wsi |

## Komunikacja
Przez Polską Cerekiew przechodzi ważna droga krajowa:
45

## Edukacja
- Zespół Szkolno-Przedszkolny w Polskiej Cerekwi (W latach 1999–2019: Zespół Gimnazjalno-Szkolno-Przedszkolny w Polskiej Cerekwi)

## Sport
- KS Orzeł Polska Cerekiew – piłka nożna, występujące obecnie w A-klasie.
- "Luks" Atena Polska Cerekiew – piłka nożna, drużyna trampkarzy występująca w rozgrywkach drużyn 7-osobowych.
- "Unia" Polska Cerekiew – piłka nożna, oldboje, drużyna występująca w rozgrywkach województwa opolskiego.

## PKP
- Polska Cerekiew (stacja kolejowa)